# Stade Ange Casanova
Stade Ange Casanova (tiếng Corse: Stadiu Anghjulu Casanova) là một sân vận động bóng đá ở Ajaccio, Corsica, Pháp. Sân đã từng là sân nhà của câu lạc bộ Gazélec Ajaccio từ năm 1961 tới năm 2023, có sức chứa 8,000 người.
Stade Mezzavia được xây dựng vào năm 1961, và đổi tên thành Stade Ange Casanova vào ngày 16 tháng 7 năm 1994 để tưởng nhớ Ange Casanova, giám đốc của câu lạc bộ Gazélec. Trước năm 1961, câu lạc bộ thi đấu trên sân Stade Miniconi.
Tính đến ngày 15 tháng 2 năm 2023, sân đã bị ngừng tổ chức các trận bóng đá chuyên nghiệp do câu lạc bộ Gazélec Ajaccio đã bị giải thể.

## Tham khảo

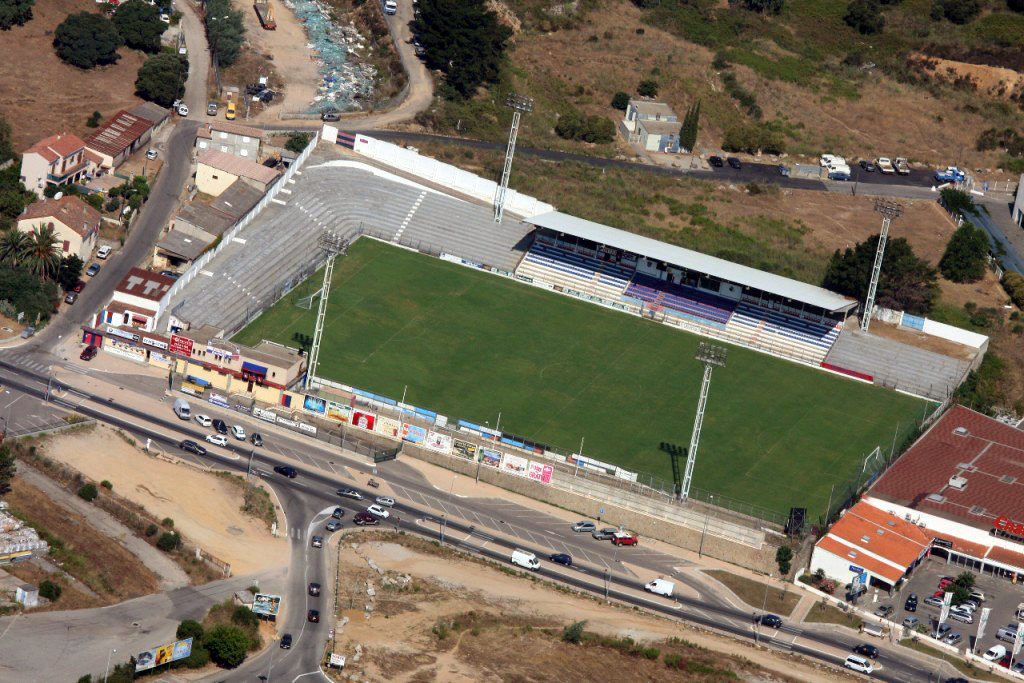
Stade Ange-Casanova